# Piacere Raiuno
Piacere Raiuno è stato un programma televisivo italiano, trasmesso su Rai 1. In totale sono andate in onda tre edizioni del programma; la prima puntata è andata in onda il 18 dicembre 1989, l'ultima il 10 aprile 1992.

## Storia
I conduttori delle prime due edizioni del programma sono stati Piero Badaloni, che curava lo spazio giornalistico, Toto Cutugno e Simona Marchini a cui invece era affidata la parte dell'intrattenimento. Il 26 dicembre del 1990 viene realizzato in diretta da Rieti uno speciale in prima serata dal titolo Tombola!!!, nel quale i conduttori giocano a tombola in compagnia del pubblico e di numerosi ospiti vip.
Nella terza stagione la conduzione viene affidata a Gigi Sabani e Danila Bonito, che però il 3 gennaio 1992 lasciò il programma e venne sostituita dal 6 gennaio da Elisabetta Gardini. Nel corso della stagione, i cui ascolti furono nettamente inferiori rispetto alle due edizioni precedenti, il 2 dicembre 1991 rientrò inoltre in trasmissione Cutugno.

## Contenuto
Andava in onda dal lunedì al venerdì dalle 12:05 alle 13:30, durante le prime due edizioni, mentre nella terza venne aggiunto un segmento anche dopo il TG1 dalle 14:00 alle 14:30. Il programma fu ideato da Brando Giordani per la regia di Mimma Nocelli in sostituzione del precedente talk show Via Teulada 66 condotto da Loretta Goggi. Ogni puntata era trasmessa da una città diversa ogni settimana, per mettere in luce le varie realtà locali italiane.
Nel corso del programma c'erano giochi telefonici (in linea con i talk show meridiani degli anni passati), balletti, esibizioni canore e le interviste agli ospiti famosi; oltre a questo era però presente anche uno spazio dedicato all'informazione ed all'approfondimento, con molta attenzione data anche alle problematiche delle città che di volta in volta ospitavano la trasmissione.
In tutte le città che ospitavano la trasmissione, l'arrampicatore Manolo (Maurizio Zanolla) scalava il campanile o palazzo storico del centro cittadino, intrattenendo a mozzafiato i telespettatori ed il pubblico sottostante.

## Edizioni
| Edizione | Periodo   | Inizio           | Fine           |
| -------- | --------- | ---------------- | -------------- |
| 1        | 1989-1990 | 18 dicembre 1989 | 27 aprile 1990 |
| 2        | 1990-1991 | 10 dicembre 1990 | 26 aprile 1991 |
| 3        | 1991-1992 | 4 novembre 1991  | 10 aprile 1992 |

### Prima e seconda edizione
Conduttori del programma: Piero Badaloni per lo spazio giornalistico, Simona Marchini e Toto Cutugno per lo spazio musicale ed i giochi telefonici.
Stacchetti e balletti avevano le coreografie di Luciana Verdeggiante ed erano eseguiti dalle Tate di Toto: Beba Bernaudo, Donatella Palma, Daniela Bellini (dal 1989 al 1992), Laura Brett Fuino, Federica Osthaus (dal 1989 al 1990) e le "Gemelline" Lorenza e Graziana Petriconi (dal 1990 al 1992).

### Terza edizione
Conduttori del programma: Gigi Sabani, Toto Cutugno (rientrato il 2 dicembre 1991) e per lo spazio giornalistico Danila Bonito, che lascia il programma il 3 gennaio 1992 e viene sostituita dal 6 gennaio da Elisabetta Gardini. Partecipano al programma anche Demo Mura e Simona Tagli.
Al programma partecipano ancora le Tate di Toto a cui si aggiungono le Gige di Gigi; tra queste ultime vi erano anche le allora sconosciute Lorena Bianchetti, Terry Schiavo e Clio' Luciani. Tra gli accreditati, un esordiente Paolo Siccardi alla fotografia.

## La sigla
La sigla delle prime due edizioni si intitolava Piacere Raiuno, scritta dallo stesso Toto Cutugno e cantata assieme al Coro dei Piccoli Cantori di Milano.
Nella terza edizione la sigla era C'è la Rai, sempre scritta da Cutugno e cantata con il Coro degli Alpini di Montecalvo e gli altri coristi della sigla delle edizioni precedenti.